# Comitato Olimpico Nazionale del Kenya
Il Comitato Olimpico Nazionale Keniota (noto anche come National Olympic Committee Kenya in inglese) è un'organizzazione sportiva keniota, nata nel 1955 a Nairobi, Kenya.
Rappresenta questa nazione presso il Comitato Olimpico Internazionale (CIO) dal 1955 ed ha lo scopo di curare l'organizzazione ed il potenziamento dello sport in Kenya e, in particolare, la preparazione degli atleti kenioti, per consentire loro la partecipazione ai Giochi olimpici. L'organizzazione è, inoltre, membro dell'Associazione dei Comitati Olimpici Nazionali d'Africa.
Uno dei presidenti del Comitato Olimpico Nazionale del Kenya è stato il campione olimpico Kipchoge Keino, prestando servizio dal 1999 in più periodi di 5 anni. La sua rielezione più recente si è svolta il 29 maggio di 2013.